# كريس تيت
كريس تيت (بالإنجليزية: Chris Tate)‏ (27 ديسمبر 1977 بيورك في المملكة المتحدة - ) هو لاعب كرة قدم بريطاني في مركز الهجوم. لعب مع ستيفيناغ بوروه ونادي سندرلاند ونادي ليتون أورينت ونادي تشستر سيتي ونادي سكاربورو ونادي هاليفاكس تاون ونادي جوول ‏ ونادي مانسفيلد تاون.

## وصلات خارجية
- كريس تيت على موقع قاعدة بيانات كرة القدم.إي يو (الإنجليزية)
- كريس تيت على موقع Soccerbase.com (لاعب) (الإنجليزية)